# Simpson Ridge (Antarktika)
Simpson Ridge ist ein isolierter, scharfgratiger und gezackter Gebirgskamm im ostantarktischen Mac-Robertson-Land. In den Framnes Mountains ragt er 1,5 km südlich des Tvitoppen auf.
Norwegische Kartografen kartierten den Gebirgskamm anhand von Luftaufnahmen, die bei der Lars-Christensen-Expedition 1936/37 entstanden. Das Antarctic Names Committee of Australia (ANCA) benannte ihn nach Christopher R. Simpson, Elektroingenieur auf der Mawson-Station im Jahr 1967.